# Torre Fortuny
Torre Fortuny o Cal Partió és una masia del municipi de Balaguer (Noguera) inclosa en l'Inventari del Patrimoni Arquitectònic de Catalunya.

## Descripció
Casa de planta quasi quadrada, feta amb pedra. En alguns llocs està arrebossada però ja comença a caure i es pot veure la pedra de sota.

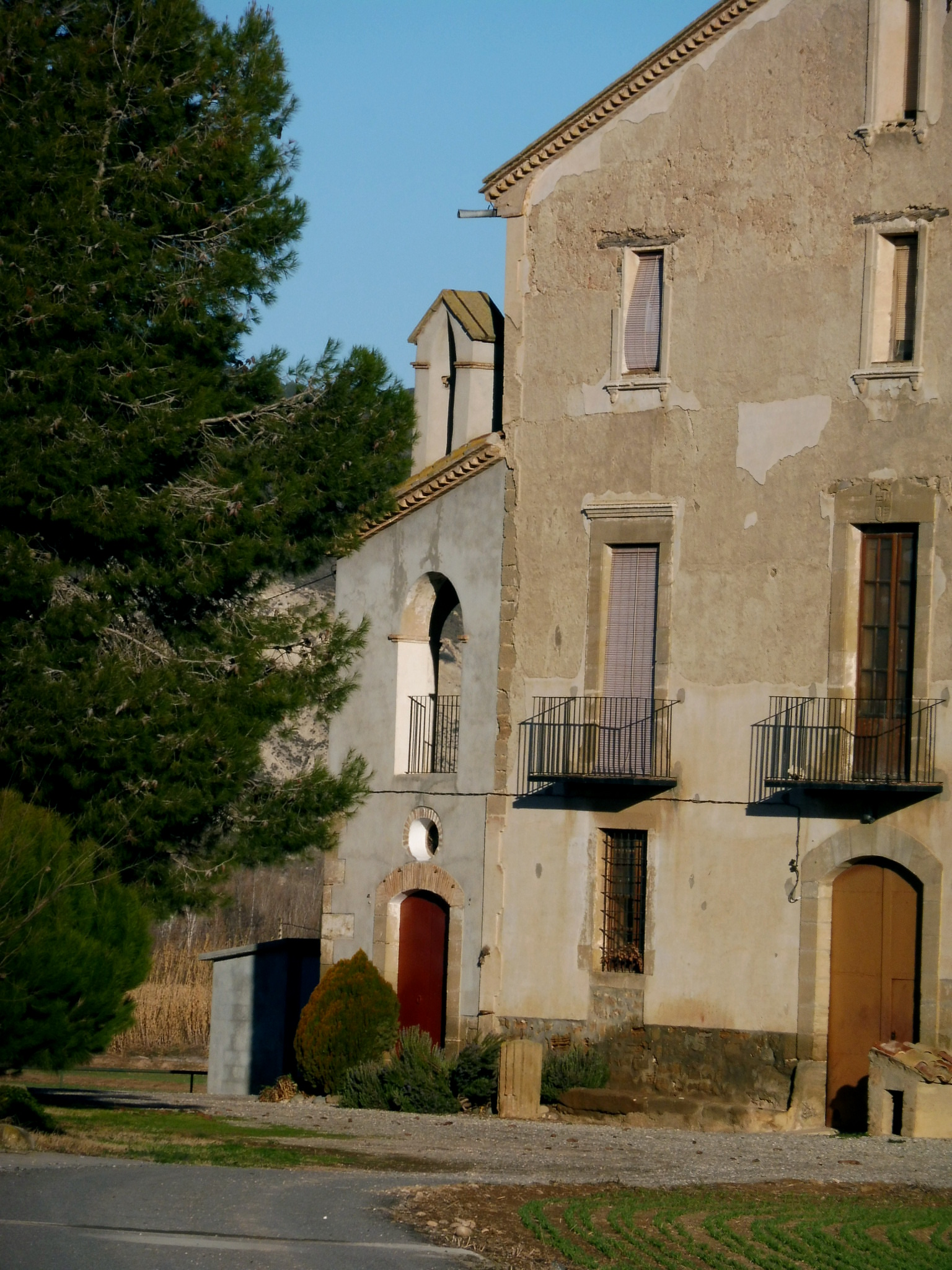
Capella de Sant Pere Màrtir

Consta de planta baixa, on hi ha les dependències destinades a les activitats agrícoles; dos pisos destinats a habitatge familiar i una golfa a la part superior. A la façana hi ha una porta d'accés a l'interior de la casa i dues finestres, una a cada costat; damunt hi ha tres balcons, tots coronats amb una cornisa al voltant de tota l'obertura hi ha unes pedres de carreu que rematen la decoració, a la part superior del balcó de sobre la porta hi ha un escut. Al segon pis la distribució és com al primer però en lloc de balcons té finestres, totes emmarcades amb cornises. A la golfa també hi ha una finestra emmarcada amb cornisa.

## Història
Cal Partió o Torre Fortuny es troba dins de l'Horta de Balaguer, anant per la carretera de Camarasa. És una típica casa de camp, actualment es troba deshabitada i serveix per deixar altre eines i productes del camp. En un costat d'aquesta casa, a l'esquerra, es troba l'ermita o capella de Sant Pere Màrtir. Aquesta casa fou construïda al segle xix per la família Fortuny.